# Metalectra multusta
Metalectra multusta är en fjärilsart som beskrevs av William James Kaye 1901. Metalectra multusta ingår i släktet Metalectra och familjen nattflyn. Inga underarter finns listade i Catalogue of Life.